# Lliga de Campions Femenina de la UEFA 2025-26
La Lliga de Campions Femenina de la UEFA 2025-26 és la 25a edició del campionat europeu de futbol de clubs femení organitzat per la UEFA, i la 17a edició des que va ser rebatejada com a Lliga de Campions Femenina de la UEFA. Va començar el 30 de juliol de 2025 i finalitzarà amb la final del 22 al 24 de maig de 2026.
L'Estadi Ullevaal d'Oslo serà la seu de la final.

## Assignació d'equips d'associació
La classificació d'associacions basada en els coeficients per país de la UEFA femenina s'utilitza per determinar el nombre d'equips participants per a cada associació:
- Les associacions 1–7 tenen tres equips classificats cadascuna.
- Les associacions 8–17 tenen dos equips classificats cadascuna.
- Totes les altres associacions, si s'hi han inscrit, tenen un equip classificat cadascuna.
- Les guanyadores de la Lliga de Campions Femenina de la UEFA 2024-25 rebran una entrada addicional si no es classifiquen per a la Lliga de Campions Femenina de la UEFA 2025-26 a través de la seva lliga nacional.

Una associació ha de tenir una lliga nacional femenina de futbol per incloure un equip. Des de la temporada 2019-20, 52 de les 55 associacions membres de la UEFA organitzen una lliga nacional femenina, amb les excepcions d'Andorra (1 club a Espanya), Liechtenstein (3 clubs a Suïssa) i San Marino (1 club a Itàlia).

### Rànquing d'associacions
Per a la Lliga de Campions Femenina de la UEFA 2025-26, les associacions reben places segons els seus coeficients d'Associació Femenina de la UEFA de 2024, que tenen en compte el seu rendiment en competicions europees des de 2019-20 a 2023-24.
A part de l'assignació basada en els coeficients de l'associació, les associacions poden tenir equips addicionals que participin a la Lliga de Campions, tal com s'indica a continuació:
- (TH) – Plaça addicional per a les campiones de la Lliga de Campions de la UEFA

| Rang | Associació    | Coeff. | Equips | Notes |
| ---- | ------------- | ------ | ------ | ----- |
| 1    | França        | 78.333 | 3      |       |
| 2    | Alemanya      | 68.999 | 3      |       |
| 3    | Espanya       | 68.166 | 3      |       |
| 4    | Anglaterra    | 59.999 | 3      |       |
| 5    | Portugal      | 34.000 | 3      |       |
| 6    | Itàlia        | 34.000 | 3      |       |
| 7    | Suècia        | 24.999 | 3      |       |
| 8    | Txèquia       | 22.332 | 2      |       |
| 9    | Països Baixos | 22.000 | 2      |       |
| 10   | Dinamarca     | 21.750 | 2      |       |
| 11   | Noruega       | 21.500 | 2      |       |
| 12   | Àustria       | 21.250 | 2      |       |
| 13   | Ucraïna       | 19.000 | 2      |       |
| 14   | Belarús       | 18.000 | 2      |       |
| 15   | Islàndia      | 17.750 | 2      |       |
| 16   | Escòcia       | 17.000 | 2      |       |
| 17   | Kazakhstan    | 14.750 | 2      |       |
| 18   | Suïssa        | 14.250 | 1      |       |
| 19   | Sèrbia        | 14.000 | 1      |       |

| Rang | Associació           | Coeff. | Equips | Notes |
| ---- | -------------------- | ------ | ------ | ----- |
| 20   | Albània              | 14.000 | 1      |       |
| 21   | Xipre                | 12.000 | 1      |       |
| 22   | Bèlgica              | 12.000 | 1      |       |
| 23   | Rússia               | 10.250 | 0      | [ a ] |
| 24   | Finlàndia            | 10.000 | 1      |       |
| 25   | Bòsnia i Hercegovina | 10.000 | 1      |       |
| 26   | Hongria              | 9.500  | 1      |       |
| 27   | Romania              | 9.000  | 1      |       |
| 28   | Eslovènia            | 9.000  | 1      |       |
| 29   | Polònia              | 9.000  | 1      |       |
| 30   | Croàcia              | 8.500  | 1      |       |
| 31   | Lituània             | 8.500  | 1      |       |
| 32   | Irlanda              | 8.000  | 1      |       |
| 33   | Kosovo               | 8.000  | 1      |       |
| 34   | Turquia              | 7.500  | 1      |       |
| 35   | Grècia               | 7.000  | 1      |       |
| 36   | Israel               | 7.000  | 1      |       |
| 37   | Geòrgia              | 7.000  | 1      |       |

| Rang | Associació       | Coeff. | Equips | Notes |
| ---- | ---------------- | ------ | ------ | ----- |
| 38   | Montenegro       | 7.000  | 1      |       |
| 39   | Eslovàquia       | 6.500  | 1      |       |
| 40   | Bulgària         | 6.500  | 1      |       |
| 41   | Luxemburg        | 6.000  | 1      |       |
| 42   | Gal·les          | 6.000  | 1      |       |
| 43   | Estònia          | 5.500  | 1      |       |
| 44   | Irlanda del Nord | 5.500  | 1      |       |
| 45   | Letònia          | 5.500  | 1      |       |
| 46   | Malta            | 5.500  | 1      |       |
| 47   | Moldàvia         | 4.500  | 1      |       |
| 48   | Macedònia        | 4.000  | 1      |       |
| 49   | Illes Fèroe      | 4.000  | 1      |       |
| 50   | Armènia          | 3.000  | 1      |       |
| NR   | Azerbaidjan      | —      | 1      |       |
| NR   | Gibraltar        | —      | 0      |       |
| NR   | Andorra          | —      | 0      | NL    |
| NR   | Liechtenstein    | —      | 0      | NL    |
| NR   | San Marino       | —      | 0      | NL    |

### Distribució
|                              |                                | Equips que entren en aquesta ronda | Equips que avancen de la ronda anterior                                                                                          |
| ---------------------------- | ------------------------------ | --- | --- |
| Primera ronda                | Camí dels campions (21 equips) | - 21 campions de les associacions 30 i 32–51 | |
| Segona ronda                 | Camí dels campions (28 equips) | - 22 campions de les associacions 7–29 (excepte Rússia) - 1 campió de l'associació 31 com a equip amb el coeficient de club més alt, originalment de la Ronda 1                                                                     | - 6 guanyadors del mini-torneig de la primera ronda                                                                              |
| Segona ronda                 | Camí de la lliga (15 equips)   | - 12 subcampions de les associacions 6 i 8–17 - 4 equips tercers classificats de les associacions 4–7 | |
| Tercera ronda                | Camí dels campions (8 equips)  | - 1 campió de l'associació 12 com a equip amb el coeficient de club més alt, originalment de la Ronda 2 del Camí dels Campions | - 7 guanyadors del mini-torneig de la segona ronda                                                                               |
| Tercera ronda                | Camí de la lliga (10 equips)   | - 2 subcampions de les associacions 3 i 5 - 3 equips tercers classificats de les associacions 1–3 - 1r subcampió de l'associació 7 com a equip amb el coeficient de club més alt, originalment de la Ronda 2 de la Camí de la Lliga | - 4 guanyadors del mini-torneig de la segona ronda                                                                               |
| Fase de grups (18 equips)    | Fase de grups (18 equips)      | - campió de la Lliga de Campions Femenina de la UEFA - 6 campions de les associacions 1–6 - 2 subcampions de les associacions 1–2                                                                                                   | - 4 guanyadors de la tercera ronda (Camí dels Campions) - 5 guanyadors de la tercera ronda (Camí de la Lliga)                    |
| Fase eliminatòria (8 equips) | Fase eliminatòria (8 equips)   | | - 8 equips classificats entre el 5 i el 12è lloc de la fase de lliga                                                             |
| Quarts de final (8 equips)   | Quarts de final (8 equips)     | | - 4 equips classificats entre el 1r i el 4t lloc de la fase de lliga - 4 guanyadors de les eliminatòries de la fase eliminatòria |

A causa de la suspensió de Rússia, es van fer els següents canvis a la llista d'accés:
- Els campions de la associació 29ª (Polònia) entraran a la segona ronda de classificació en lloc de la primera (Camí dels Campions).

Com que els campions de la Lliga de Campions (Arsenal) es va classificar per a la tercera ronda de classificació mitjançant l'assignació de places estàndard de la seva lliga nacional, s'han fet els següents canvis a la llista d'accés per defecte:
- El BK Häcken, com a club amb el coeficient de clubs més alt que d'altra manera hauria entrat a la Camí de la Lliga de la segona ronda de classificació, passarà a la tercera fase de classificació.

Com que aquesta temporada serà el primer any que es jugarà la Copa Europa Femenina de la UEFA, i per tant no hi ha campiones de la temporada anterior, s'han fet els següents canvis a la llista d'accés per defecte:
- El St. Pölten, com a club amb el coeficient de clubs més alt que d'altra manera hauria entrat a la segona ronda de classificació del Camí de Campions, entrarà a la tercera ronda de classificació del Camí de Campions.
- El Gintra, com a club amb el coeficient de clubs més alt que d'altra manera hauria entrat a la primera ronda classificatòria del Camí de Campions, entrarà a la segona ronda classificatòria del Camí de Campions.

### Equips
Les etiquetes entre parèntesis mostren com es va classificar cada equip per al lloc de la seva ronda inicial:
- TH: Titulars
- 1r, 2n, 3r: Posicions a la lliga de la temporada anterior

Dues rondes classificatòries, la ronda 2 i la ronda 3, es divideixen en el Camí de Campions (CP) i el Camí de la Lliga (LP).
| Fase d'entrada | Fase d'entrada | Equips                   | Equips                   | Equips                     | Equips                   |
| -------------- | -------------- | ------------------------ | ------------------------ | -------------------------- | ------------------------ |
| Fase de grups  | Fase de grups  | Arsenal (2n)TH           | Lyon (1r)                | Paris Saint-Germain (2n)   | Bayern Munich (1r)       |
| Fase de grups  | Fase de grups  | VfL Wolfsburg (2n)       | Barcelona (1r)           | Chelsea (1r)               | Benfica (1r)             |
| Fase de grups  | Fase de grups  | Juventus (1r)            |                          |                            |                          |
|                |                |                          |                          |                            |                          |
| Ronda 3        | CH             | St. Pölten (1r)          |                          |                            |                          |
| Ronda 3        | LP             | Paris FC (3r)            | Eintracht Frankfurt (3r) | Real Madrid (2n)           | Atlético Madrid (3r)     |
| Ronda 3        | LP             | Sporting CP (2n)         | BK Häcken (2n)           |                            |                          |
|                |                |                          |                          |                            |                          |
| Ronda 2        | CH             | Rosengård (1r)           | Slavia Prague (1r)       | Twente (1r)                | Fortuna Hjørring (1r)    |
| Ronda 2        | CH             | Vålerenga (1r)           | Vorskla Poltava (1r)     | Dinamo Minsk (1r)          | Breiðablik (1r)          |
| Ronda 2        | CH             | Hibernian (1r)           | BIIK Shymkent (1r)       | Young Boys (1r)            | Red Star Belgrade (1r)   |
| Ronda 2        | CH             | Vllaznia (1r)            | Apollon Ladies (1r)      | OH Leuven (1r)             | HJK (1r)                 |
| Ronda 2        | CH             | SFK 2000 (1r)            | Ferencváros (1r)         | Farul Constanța (1r)       | Mura (1r)                |
| Ronda 2        | CH             | GKS Katowice (1r)        | Gintra (1r)              |                            |                          |
| Ronda 2        | LP             | Manchester United (3r)   | Braga (3r)               | Inter Milan (2n)           | Roma (3r)                |
| Ronda 2        | LP             | Hammarby (3rd)           | Sparta Prague (2n)       | PSV Eindhoven (2n)         | Nordsjælland (2n)        |
| Ronda 2        | LP             | Brann (2n)               | Austria Wien (2n)        | Metalist 1925 Kharkiv (2n) | FC Minsk (2n)            |
| Ronda 2        | LP             | Valur (2n)               | Glasgow City (2n)        | Aktobe (2n)                |                          |
|                |                |                          |                          |                            |                          |
| Ronda 1        | CH             | Agram (1r)               | Athlone Town 1r)         | Mitrovica (1r)             | ABB Fomget (1r)          |
| Ronda 1        | CH             | AEK Athens (1r)          | Kiryat Gat (1r)          | Lanchkhuti (1r)            | Budućnost Podgorica (1r) |
| Ronda 1        | CH             | Spartak Myjava (1r)      | NSA Sofia (1r)           | Racing Union (1r)          | Cardiff City (1r)        |
| Ronda 1        | CH             | Flora (1r)               | Cliftonville (1r)        | Riga FC (1r)               | Swieqi United (1r)       |
| Ronda 1        | CH             | Agarista Anenii Noi (1r) | Ljuboten (1r)            | NSÍ Runavík (1r)           | Pyunik (1r)              |
| Ronda 1        | CH             | Neftchi Baku (1r)        |                          |                            |                          |

## Calendari
El calendari de la competició és el següent.
| Fase                | Ronda                          | Sorteig          | Primer partit                             | Segon partit                                 |
| ------------------- | ------------------------------ | ---------------- | ----------------------------------------- | -------------------------------------------- |
| Classificació       | Primera ronda de classificació | 24 juny 2025     | 30 juliol 2025 (semifinals)               | 2 agost 2025 (tercer lloc play-off i final)  |
| Classificació       | Segona ronda de classificació  | 24 juny 2025     | 27 agost 2025 (semifinals)                | 30 agost 2025 (tercer lloc play-off i final) |
| Classificació       | Tercera ronda de classificació | 31 agost 2025    | 11 setembre 2025                          | 18 setembre 2025                             |
| Fase de grups       | Jornada 1                      | 19 setembre 2025 | 7–8 octubre 2025                          | 7–8 octubre 2025                             |
| Fase de grups       | Jornada 2                      | 19 setembre 2025 | 15–16 octubre 2025                        | 15–16 octubre 2025                           |
| Fase de grups       | Jornada 3                      | 19 setembre 2025 | 11–12 novembre 2025                       | 11–12 novembre 2025                          |
| Fase de grups       | Jornada 4                      | 19 setembre 2025 | 19–20 novembre 2025                       | 19–20 novembre 2025                          |
| Fase de grups       | Jornada 5                      | 19 setembre 2025 | 9–10 desembre 2025                        | 9–10 desembre 2025                           |
| Fase de grups       | Jornada 6                      | 19 setembre 2025 | 17 desembre 2025                          | 17 desembre 2025                             |
| Fase d'elminatòries | Eliminatòries                  | 18 desembre 2025 | 11–12 febrer 2026                         | 18–19 febrer 2026                            |
| Fase d'elminatòries | Quarts de final                | 18 desembre 2025 | 24–25 març 2026                           | 1–2 abril 2026                               |
| Fase d'elminatòries | Semifinals                     | 18 desembre 2025 | 25–26 abril 2026                          | 2–3 maig 2026                                |
| Fase d'elminatòries | Final                          | 18 desembre 2025 | 22–24 maig 2026 a l'Estadi Ullevaal, Oslo | 22–24 maig 2026 a l'Estadi Ullevaal, Oslo    |